# John Mayall & the Bluesbreakers
John Mayall & the Bluesbreakers — британская группа в жанре блюз, возглавляемая певцом, автором песен и мульти-инструменталистом Джоном Мейоллом — кавалером Ордена Британской империи. Мейолл пользовался названием группы в период между 1963 и 1967 годами. В 1982 году после возвращения Bluesbreakers на музыкальную арену было объявлено о том, что с этого момента название группы будет сохранено. Имя стало общим без чётких отличий, несмотря на то, что записи принадлежат только лидеру группы.
Bluesbreakers включала такие «светила» рок-музыки как:
- Эрик Клэптон (апрель — август 1965 года, ноябрь 1965 — июль 1966 года) и Джек Брюс, позже создавшие Cream,
- Питер Грин и Мик Флитвуд, игравшие в группе до августа 1967 года. Создатели группы Fleetwood Mac.
- Мик Тейлор (август 1967 — июль 1969), который позже присоединился к The Rolling Stones. Впоследствии он вернулся в Bluesbreakers, чтобы провести тур в 1982—1983 и 2004 годах,
- Харви Мандел, Уолтер Траут, Ларри Тейлор (Мандел, Траут и Тейлор покинули Canned Heat, чтобы присоединиться к Мейоллу),
- Дон Харрис, Рэнди Резник, Эйнсли Данбар, Дик Хекстолл-Смит, Энди Фрейзер (Free), Крис Мерсер, Генри Лоутер, Джонни Алмонд и Джон Марк (позже Mark-Almond).

## История
Группа, которая будет называться Bluesbreakers в 1965 году, образовалась в январе 1963 года. В её составе побывало более 100 различных музыкантов, выступавших под этим именем. Эрик Клэптон присоединился к группе в апреле 1965 года за несколько месяцев до выхода их дебютного альбома. Клэптон вывел на первый план в группе блюзовое влияние гитары, после того, как он покинул группу Yardbirds.
Первым синглом, выпущенным Джоном Мейоллом и его группой в мае 1964 года, стала песня Crawling Up a Hill вместе с Mr. James. Первый состав группы — бас-гитаристы Питер Уорд и Джон Макви, гитарист Берни Уотсон и ударник Мартин Харт. После выпуска сингла Берни Уотсона сменил Роджер Дин, а Мартина Харта — Хью Флинт. Этот состав играл с Джоном в альбоме John Mayall Plays John Mayall. После выхода дебютного альбома группа выпустила сингл под названием Crocodile Walk вместе с Blues City Shakedown. Сингл был спродюсирован Тони Кларком из фирмы грам-записи Decca Records. После выпуска сингла гитарист Роджер Дин покинул группу и был заменён Эриком Клэптоном.
В этом же году группа потеряла контракт с Decca, но успела выпустить сингл под названием I’m Your Witchdoctor (спродюсирована запись была Джимми Пейджем) в октябре 1965 года. Благодаря выпуску этого сингла группа Bluesbreakers вернулась на фирму грам-записи Decca Records в 1966 году. Затем в августе 1966 года Bluesbreakers выпустили сингл Lonely Years вместе с Bernard Jenkins, который был создан на фирме Purdah Records. Второй альбом группы под названием Blues Breakers with Eric Clapton вышел в июле. Он попал в десятку британского чарта.
Вскоре после выпуска альбома группа отпустила Эрика Клэптона на концерт Бадди Гая. Впечатлённый выступлением трио Бадди Гая, Эрик Клэптон загорелся идеей создания Cream и вскоре покинул Bluesbreakers для формирования новой группы вместе с Джинджером Бейкером и Джеком Брюсом. Клэптон был заменён Питером Грином для записи альбома Hard Road. После записи альбома Питер Грин оставил группу, чтобы сформировать новый коллектив под названием Fleetwood Mac.
На место Питера Грина пришёл Мик Тейлор, и Bluesbreakers записали альбом Crusade 12 июля 1967 года. Вскоре после выпуска, МакВи присоединился к Fleetwood Mac и был заменён Тони Ривзом для записи альбома Bare Wires, который достиг высоких позиций в чартах Великобритании. Вскоре Мик Тейлор ушёл в Rolling Stones, а название Bluesbreakers было исключено из альбомов Джоном Мейоллом.
К концу 1960-х годов Bluesbreakers достигли определённого успеха в США.

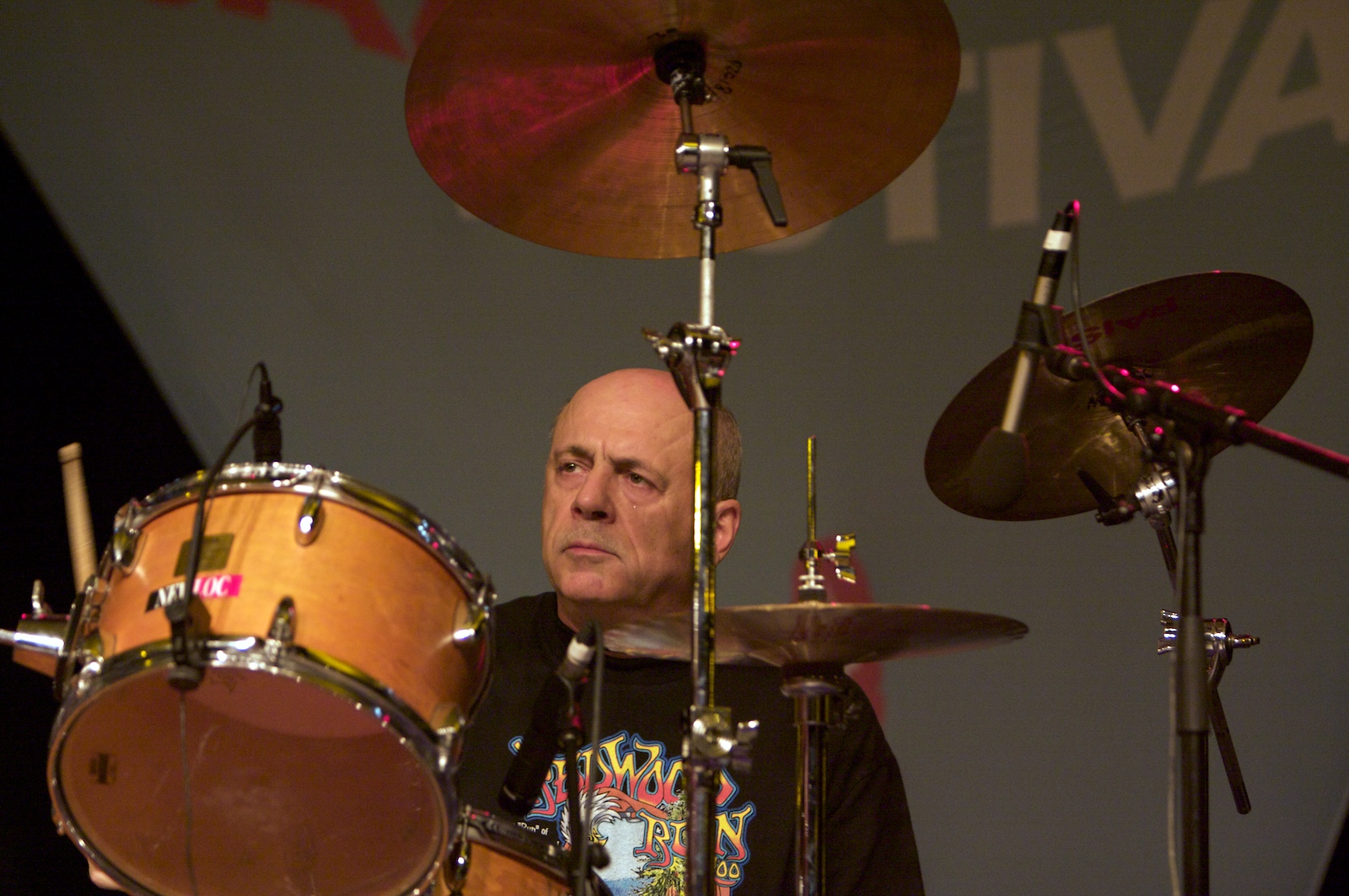
Ударник Джо Юэл с группой, 2008

С некоторыми перерывами Bluesbreakers продолжали гастролировать и выпускать альбомы (на сегодняшний день свыше 50 альбомов), хоть никогда они не достигали серьёзног признания своего раннего материала. В 2003 году Эрик Клэптон, Мик Тейлор и Крис Барбер воссоединились с группой, чтобы провести концерт в честь 70-летия Джона Мейолла в Ливерпуле. Концерт позже был выпущен на CD и DVD. В 2004 году в состав Bluesbreakersвошли Бадди Уиттингтон, Джо Юэл, Хэнк Ван Серп и Том Каннинг, и группа отправилась в турне по Великобритании вместе с Миком Тейлором в качестве приглашённого музыканта.
В ноябре 2008 года Мейолл объявил на своём сайте о роспуске Bluesbreakers, чтобы уменьшить свою тяжёлую нагрузку и дать себе возможность поработать с другими музыкантами. Сольный тур с Рокки Aтасом (ранее работал в Black Oak Arkansas) в 2009 году — первая музыкальная попытка Джона Мейолла, предпринятая после роспуска своей бывшей группы. Бывший член группы, Джонни Алмонд скончался от рака 18 ноября 2009 года в возрасте 63 года.

## Дискография

### Альбомы
- 1965: John Mayall Plays John Mayall (Decca)
- 1966: Blues Breakers with Eric Clapton (Decca)
- 1967: A Hard Road (Decca)
- 1967: John Mayall’s Bluesbreakers with Paul Butterfield (Decca, EP 45)
- 1967: Crusade (Decca)
- 1968: Diary of a Band Volume 1 (Decca)
- 1968: Diary of a Band Volume 2 (Decca)
- 1968: Bare Wires (Decca)
- 1969: Looking Back (компиляция, включающая записи Bluesbreakers) (Decca)
- 1969: Thru the Years (London)
- 1969: Primal Solos (Decca)
- 1982: Return of the Bluesbreakers (Aim Australia)
- 1985: Behind the Iron Curtain (GNP Crescendo)
- 1987: Chicago Line (Entente — Island)
- 1988: The Power of the Blues (Entente)
- 1988: Archives to Eighties (Polydor)
- 1990: A Sense of Place (Island)
- 1992: Cross Country Blues (One Way)
- 1993: Wake Up Call (Silvertone)
- 1994: The 1982 Reunion Concert (One Way)
- 1995: Spinning Coin (Silvertone)
- 1997: Blues for the Lost Days (Silvertone)
- 1999: Padlock on the Blues (Eagle)
- 1999: Rock the Blues Tonight (Indigo)
- 1999: Live at the Marquee 1969 (Eagle)
- 2000: Time Capsule (Private Stash) Ограниченный релиз, только на веб-сайте, больше нет в печати.
- 2001: UK Tour 2K (Private Stash) Ограниченный релиз, только на веб-сайте, больше нет в печати.
- 2001: Boogie Woogie Man (Private Stash) Ограниченный релиз, только на веб-сайте.
- 2001: Along for the Ride (Eagle/Red Ink)
- 2002: Stories (Eagle/Red Ink*)
- 2003: No Days Off (Private Stash*) Ограниченный релиз, только на веб-сайте.
- 2003: Rolling with the Blues (Shakedown UK)
- 2003: 70th Birthday Concert CD & DVD (Eagle)
- 2004: Cookin' Down Under DVD (Private Stash) Ограниченный релиз, только на веб-сайте.
- 2004: The Godfather of British Blues/Turning Point DVD (Eagle*)
- 2004: The Turning Point Soundtrack (Eagle)
- 2005: Road Dogs (Eagle)
- 2007: Live at the BBC (Decca)
- 2007: In the Palace of the King (Eagle)
- 2007: Live from Austin, TX (New West Records)

## Участники

### Вокалисты
- Джон Мейолл

### Гитаристы
- Берни Уотсон
- Роджер Дин
- Эрик Клэптон
- Питер Грин
- Мик Тейлор
- Джон Марк
- Рэнди Резник
- Дон Харрис
- Харви Мандел
- Фредди Робинсон
- Кэл Дэвид
- Уолтер Траут
- Коко Монтойя
- Бадди Виттингтон
- Саймон Бейтман

### Бас-гитаристы
- Джон МакВи
- Джек Брюс
- Тони Ривз
- Ларри Тейлор
- Малколм Пул
- Кит Тилман
- Энди Фрейзер
- Хэнк Ван Сикл

### Ударники
- Питер Уорд
- Мартин Харт
- Хью Флинт
- Эйнсли Данбар
- Мик Флитвуд
- Джон Хайзмен
- Киф Хартли
- Колин Аллен
- Соко Ричардсон
- Джо Юэл

### Скрипачи
- Дон Харрис

### Рожковая секция
- Джонни Алмонд
- Крис Мерсер
- Дик Хекстолл-Смит
- Генри Лоутер
- Крис Барбер

## DVD
- 1982: Blues Alive VHS (переиздан на DVD в 2004 в качестве джем — сейшена с легендами блюза), концерт снят в июне 1982 года в Столичном Театре Нью — Джерси в составе Джона Мейолла, Мика Тейлор, Джон МакВи и Коллина Аллена.
- 2003: 70th Birthday Concert CD & DVD (с Эриком Клэптоном)
- 2004: The Godfather of British Blues/Turning Point DVD
- 2004: Cookin' Down Under DVD

## Синглы
- 1964: Crawling Up The Hill / Mr. James (Decca F11900)[7]
- 1965: Crocodile Walk / Blues City Shakedown (Decca F12120)[7]
- 1965: I’m Your Witchdoctor / Telephone Blues (Immediate IM012[7]) первый сингл группы[2]
- 1966: Lonely Years / Bernard Jenkins (Purdah 453502)[7]
- 1966: Parchman Farm / Key To Love (Decca F12490)[7]
- 1966: Looking Back / So Many Roads (Decca F12506)[7]
- 1967: Sitting In The Rain / Out Of Reach (Decca F12545)[7]
- 1967: Curly / Rubber Duck (Decca F12588)[7]
- 1967: I’m Your Witchdoctor/ Telephone Blues (Immediate IM051)[7]
- 1967: Double Trouble / It Hurts Me Too (Decca F12621)[7]
- 1967: Suspicions Pt.1 / Suspicions Pt.2 (Decca F12684)[7]
- 1968: Picture On The Wall / Jenny (Decca F12732)[7]
- 1968: No Reply / She’s Too Young (Decca F12792)[7]
- 1968: The Bear / 2401" (Decca F12846)[7]

## Дополнительные ссылки
- johnmayall.com (англ.) — официальный сайт John Mayall & the Bluesbreakers
- Интервью Джона Мейолла с Джаредом Дикером(2009)